# Tabla del Margrave

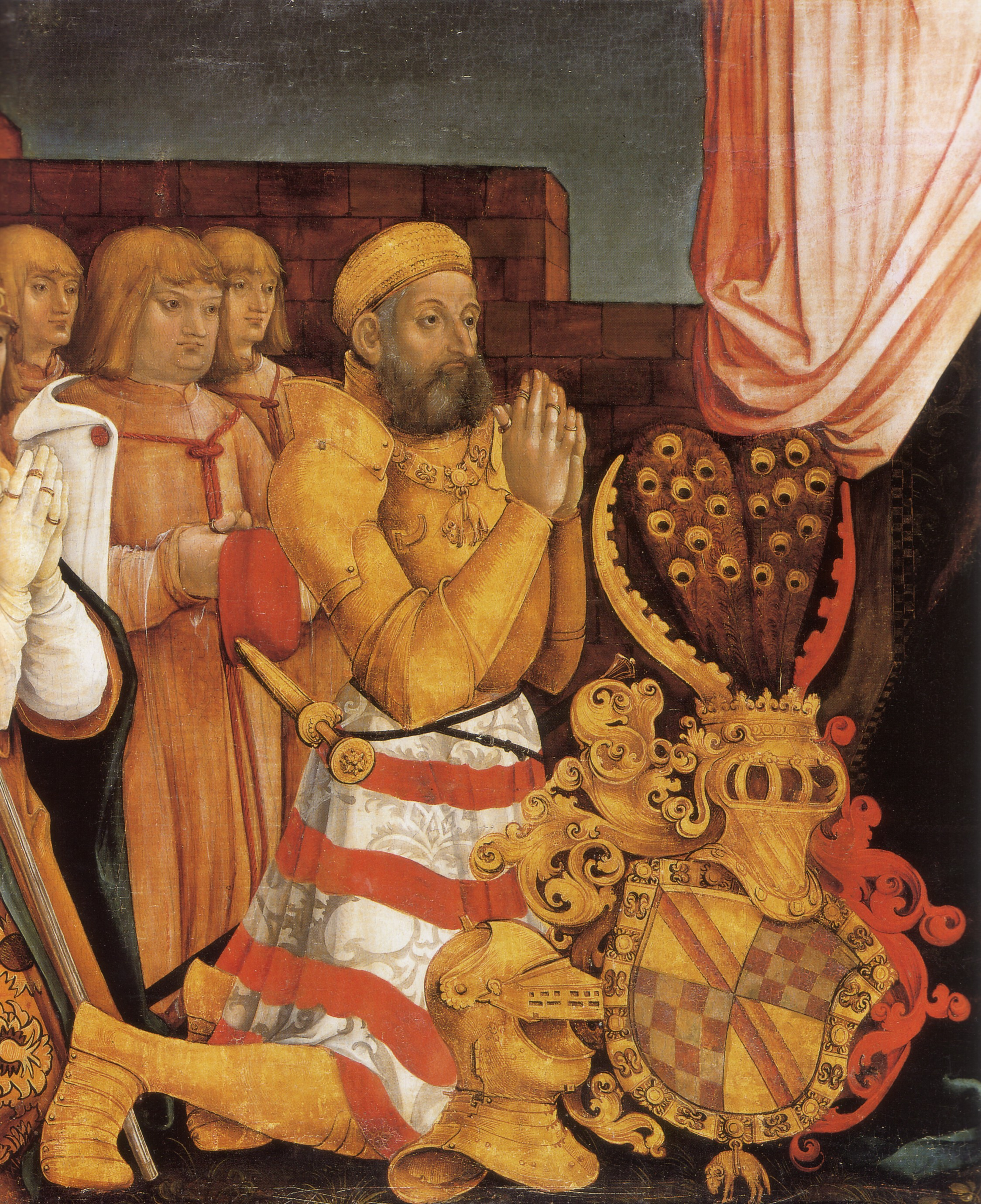
Detalle.

La Tabla del Margrave es una pintura votiva de gran formato de Hans Baldung que fue creada alrededor de 1509/10 y muestra al comitente de la pintura, el margrave Cristóbal I de Baden, con su familia. Es una de las obras más destacadas artística e históricamente de la Galería Nacional de Arte de Karlsruhe.  

## Descripción
Con 64 centímetros de alto y 216 centímetros de ancho, tiene un inusual formato apaisado. No se sabe para qué ubicación o propósito estaba destinada originalmente.
Santa Ana con la Virgen y el Niño ocupan el centro, sedentes bajo palio. En el lado de los hombres (a la izquierda del espectador), el cliente, el margrave Cristóbal I de Baden (1453-1527), se arrodilla en oración con su blasón familiar delante y detrás sus nueve hijos (de los que dos murieron muy niños, pero aparecen representados al fondo como jóvenes), dos de los cuales son canónigos y otro arzobispo. En el lado femenino, a la derecha, dispuestas del mismo modo se encuentran su esposa Ottilie von Katzenelnbogen (aprox. 1451-1517) con las cinco hijas, dos de las cuales son monjas y de estas, una porta el báculo de abadesa.
El archivero de Karlsruhe Konrad Krimm presentó en 1990 una interpretación política de la imagen. La disposición de los hijos varones da preferencia– según el testamento del margrave de 1503– al sexto hijo, que era el segundo mayor de los hijos seculares, que debía ser el único heredero. Sin embargo, no pudo hacer cumplir este plan de sucesión.

## Propiedad
La imagen sin firmar fue atribuida por primera vez a Hans Baldung en el catálogo de la Karlsruher Kunsthalle de 1847. Esto permite una datación indiscutible de 1509/1510. La noticia más antigua de la existencia del panel proviene de un inventario de 1691, que enumera el cuadro que fue trasladado a Basilea. En 1789, el panel regresó de Basilea y fue llevado a la Gemäldegalerie de Karlsruhe. El gran duque Leopoldo (1811-1852) puso a disposición temporalmente el cuadro como antependio para la recién diseñada capilla principesca del monasterio de Lichtental, cerca de Baden-Baden. Sin embargo, fue sustituido allí por una copia en 1833. Desde entonces, el original se encuentra en la Kunsthalle Karlsruhe.
Como propiedad de la antigua casa gran ducal, la pieza fue adquirida por el estado de Baden en 1930 después de que el ministro de Cultura, Adam Remmele, hiciera una intensa campaña para conseguir la magnífica pieza para el estado. Durante las negociaciones, Bertoldo margrave de Baden finalmente otorgó expresamente la Tabla del Margrave al estado en una carta manuscrita:
“Karlsruhe18. II.1930.
Estimado conde Douglas.
Tras su nueva presentación, la Casa Gran Ducal de Baden está dispuesta a renunciar a la imagen votiva de Hans Baldung (Grien) en favor del Estado de Baden.
Espero que esto supere el último obstáculo.
Atentamente, querido Sr. Graf,
Su siempre devoto Margrave Berthold. “ 
La compra por parte del Estado quedó olvidada; en los últimos años la Kunsthalle consideró que la obra cumbre era propiedad de la Casa de Baden. Como tal, se mostró en la exposición “Casas del tesoro de Alemania” sobre arte en propiedad privada aristocrática en Múnich en 2004/05. Después de que el Primer Ministro Günther Oettinger calificara en 2006 la Tabla del Margrave como clara propiedad de la antigua familia gobernante en el marco del asunto de los bienes culturales de Karlsruhe, el historiador de Friburgo Dieter Mertens logró aportar pruebas en el periódico Frankfurter Allgemeine Zeitung del 2 de noviembre de 2006 que informó que la placa votiva pertenece al estado federado de Baden desde 1930. El Primer Ministro, que ya se había visto afectado por los planes de vender los manuscritos, fue ridiculizado en la prensa.
Una réplica de la Casa de Baden, que confundía la obra de Baldung (Koelitz No. 88) con un supuesto pequeño cuadro de Baldung que ya había sido donado a la Casa de Baden en 1930 y que también mostraba al margrave Cristóbal (Koelitz No. 87), podría no tener éxito.